# Universidad de Colorado
La Universidad de Colorado (en inglés University of Colorado), también conocida como el Sistema Universitario de Colorado (en inglés University of Colorado System), es una unión de centros docentes de educación superior formada por más de cuatro instituciones educativas en el Estado de Colorado, Estados Unidos:
- Universidad de Colorado en Boulder
- Universidad de Colorado en Colorado Springs
- Universidad de Colorado en Denver
- Universidad Estatal de Colorado